# Nova Olinda (Ceará)
Nova Olinda è un comune del Brasile nello Stato del Ceará, parte della mesoregione del Sul Cearense e della microregione di Cariri.